# Португеза Деспортос
«Португе́за» или «Португе́за Деспо́ртос» (порт. Associação Portuguesa de Desportos) — бразильский футбольный клуб из города Сан-Паулу.

## История
Клуб был основан 14 августа 1920 года португальцами, жившими в городе Сан-Паулу. «Португеза» стала результатом слияния пяти португальских клубов города (Lusíadas Futebol Club, Portugal Marinhense, Associação Cinco de Outubro, Associação Atlética Marquês de Pombal и Esporte Club Lusitano). Первоначальное название «Португезы» звучало как Associação Portuguesa de Esportes, последнее слово слегка изменило свою форму в 1940 году (вместо порт.-браз. Esportes стало порт. Desportos) — в таком виде название клуба существует поныне.
В 1956 году команда купила стадион «Канинде» у «Сан-Паулу», который построил себе крупнейшую в мире арену, принадлежащую одному клубу — «Морумби».
«Португеза» зарекомендовала себя как кузница молодых талантов. Российским любителям футбола из последних воспитанников «Португезы» больше всего известен бывший молодой полузащитник московского «Локомотива» Селсиньо.
В 2007 году «Португеза» заняла 3 место в Серии B и на один сезон вернулась в элиту бразильского футбола — в Серию А 2008. Но там «Луза» удержаться не сумела и вернулась в Серию B.
В 2011 году досрочно, за четыре тура до конца первенства (из 38), «Португеза» обеспечила себе чемпионство в Серии B и возвращение в элиту. В 2013 году команда вылетела в результате лишения её очков за использования дисквалифицированного игрока — первоначально Португеза сохраняла себе прописку в элите, но затем её опередил в турнирной таблице «Флуминенсе». В 2014 году «Португеза» финишировала уже на последнем месте в Серии B. По итогам 2016 года команда вылетела в Серию D. В 2021 году «Португеза» выступала в Серии D.

## Достижения
- Чемпион штата Сан-Паулу (3): 1935, 1936 (АПЕА), 1973
- Победитель турнира Рио-Сан-Паулу: (2): 1952, 1955
- Вице-чемпион Бразилии (1): 1996
- Чемпион Бразилии в Серии B (1): 2011
- Победитель молодёжного Кубка Сан-Паулу (2): 1991, 2002